# Капицы
Капи́цы (пол. Kapica) — дворянский род.
В прежнем Подляшском Воеводстве оседлые. Фамилии сей Михаил Капица владел в 1696 году имением Капице-Липники.

## Описание герба
герб Капица или Ястшембец II
В щите те же изображения что и в первообразном гербе Ястшембец. В навершии шлема подобный же ястреб, но стоящий на золотом кавалерском кресте.
Герб Ястшембец 2 (употребляют: Капицы) внесён в Часть 2 Гербовника дворянских родов Царства Польского, стр. 187.